# Psychophora immaculata
Psychophora immaculata là một loài bướm đêm trong họ Geometridae.